# Stefan Dragutin
Stefan Dragutin Nemanjić, en serbe serbe cyrillique Стефан Драгутин Немањић, on trouve aussi en français Etienne Dragutin ou encore Dragoutine, roi de Serbie de 1276 à 1282, roi de Syrmie de 1282 à 1316, souverain serbe de la dynastie des Nemanjić, fils de Stefan Uros et de Hélène d'Anjou. Il a deux fils Vladislav et Urosica.

## Dragutin au pouvoir et l'alliance hongroise
Dragutin accède au trône en raison de son coup de force contre le pouvoir centralisateur de son père, mais cela n'est possible que grâce au soutien que lui apporta le royaume de Hongrie.
Ce n'est jamais accepté par la noblesse serbe et par l'Église orthodoxe serbe, fermement attachées à leur autonomie nationale, rejetant donc l'intervention hongroise en Serbie.

## Dragutin décentralise
Dragutin divise les terres serbes pour mieux les contrôler, ne faisant plus confiance aux nobles serbes. Il donne :
- à sa mère Hélène d'Anjou : Zeta, Trebinje et le haut Ibar ;
- à son frère Milutin une petite partie des terres héritées de son père Uros Ier.

Il garda sous son contrôle la Rascie.

## Dragutin le pacifiste
Il établit des rapports pacifiques avec ses voisins, avec les Hongrois, bien sûr, ses fidèles alliés, mais aussi avec les Byzantins.
Cette politique de paix contraria encore plus la noblesse serbe qui était non seulement privée de son influence sur le roi par les Hongrois, mais qui en plus ne pouvaient plus faire la guerre à Byzance pour agrandir leurs domaines.

## Dragutin perd le trône deSerbie, mais gagne Belgrade

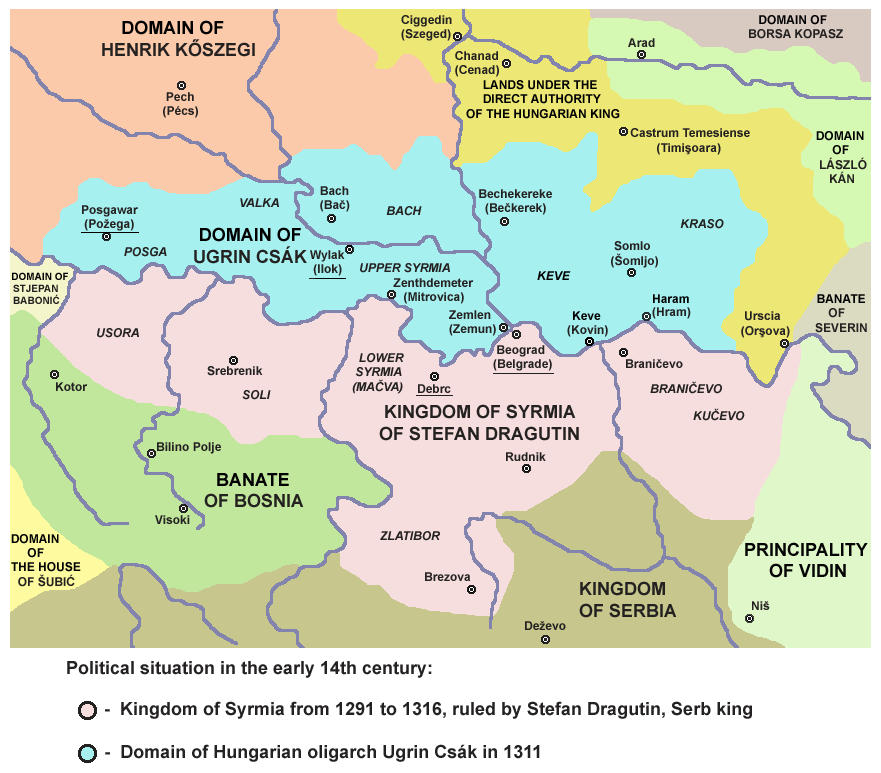

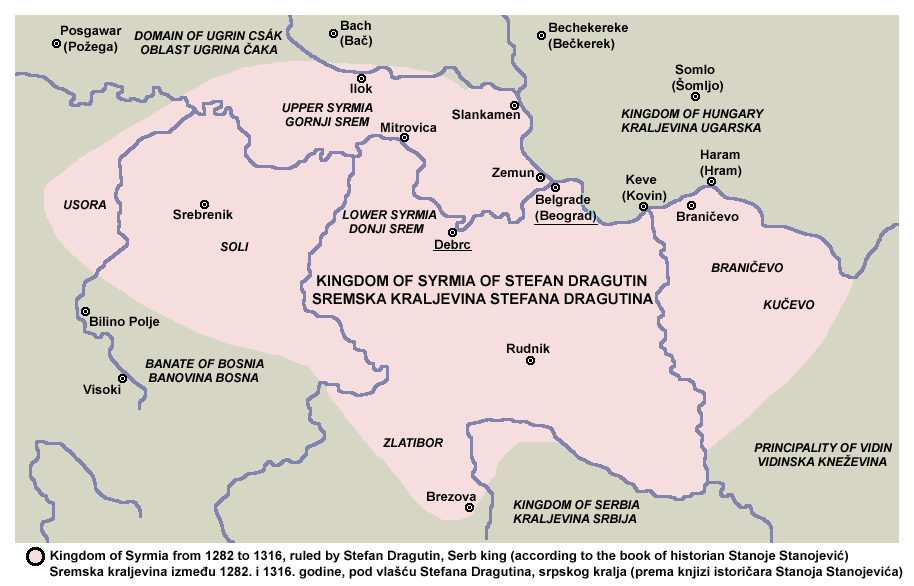

Sa position n'était plus tenable et lors de l'assemblée de Dezevo en 1282, il fut décidé que Dragutin renoncerait au trône de Serbie en faveur de son frère Milutin, mais à condition que celui-ci s'engage à ce que le fils de Dragutin, Vladislav, lui succède le moment venu.
Dragutin, lui, reçut le titre de roi de Srem. Le royaume de Srem, au nord de la Serbie, était en partie sous administration hongroise ; il comprenait la Macva, la Syrmie ainsi que les régions de Bosnie, d'Usor et de Sola le long de la Save.
Il comprenait surtout la ville de Belgrade. C'était la première fois que la ville de Belgrade était ainsi officiellement placée sous l'administration d'un souverain serbe.

## Le guerrier et le moine
À peine monté sur le trône de Serbie, Milutin décida de ne pas respecter l'accord avec son frère, et déclara que son fils devait hériter du trône et pas celui de Dragutin, Vladislav.
Dragutin rassembla alors son armée avec en plus le soutien de ses alliés hongrois. Dragutin perdit, l'armée serbo-hongroise se replia en Serbie du nord. Grâce à la médiation de l'archevêque Danilo II, Daniel, les deux frères conclurent une paix qui les ramena à la situation d'avant-guerre.
À la fin de sa vie, Dragutin, se retira de son trône de Belgrade. Il avait officiellement donné son titre de souverain, lors de l'assemblée, à son fils Vladislav.
Il avait toujours été très croyant et pieux. Lorsqu'il devint moine, il était déjà malade, il prit le nom de Teoktist, Théoctiste en français.
Il mourut en mai de l'année 1316, lors de sa mort ses serviteurs découvrirent qu'il portait sous sa chemise, et cela depuis des années, des épines brodées autour d'un morceau de tissu qui le pénétraient profondement dans sa chair.

### Sources
- Dusan Batkovic, Histoire du peuple serbe, Éditions L'Âge d'homme  (ISBN 282511958X)
- Georges Castellan, Histoire des Balkans, XIVe – XXe siècle, éditions Fayard  (ISBN 2213605262)
- Donald M. Nicol, Les Derniers siècles de Byzance, 1261-1453, éditions les Belles Lettres  (ISBN 2251380744)